# RSL

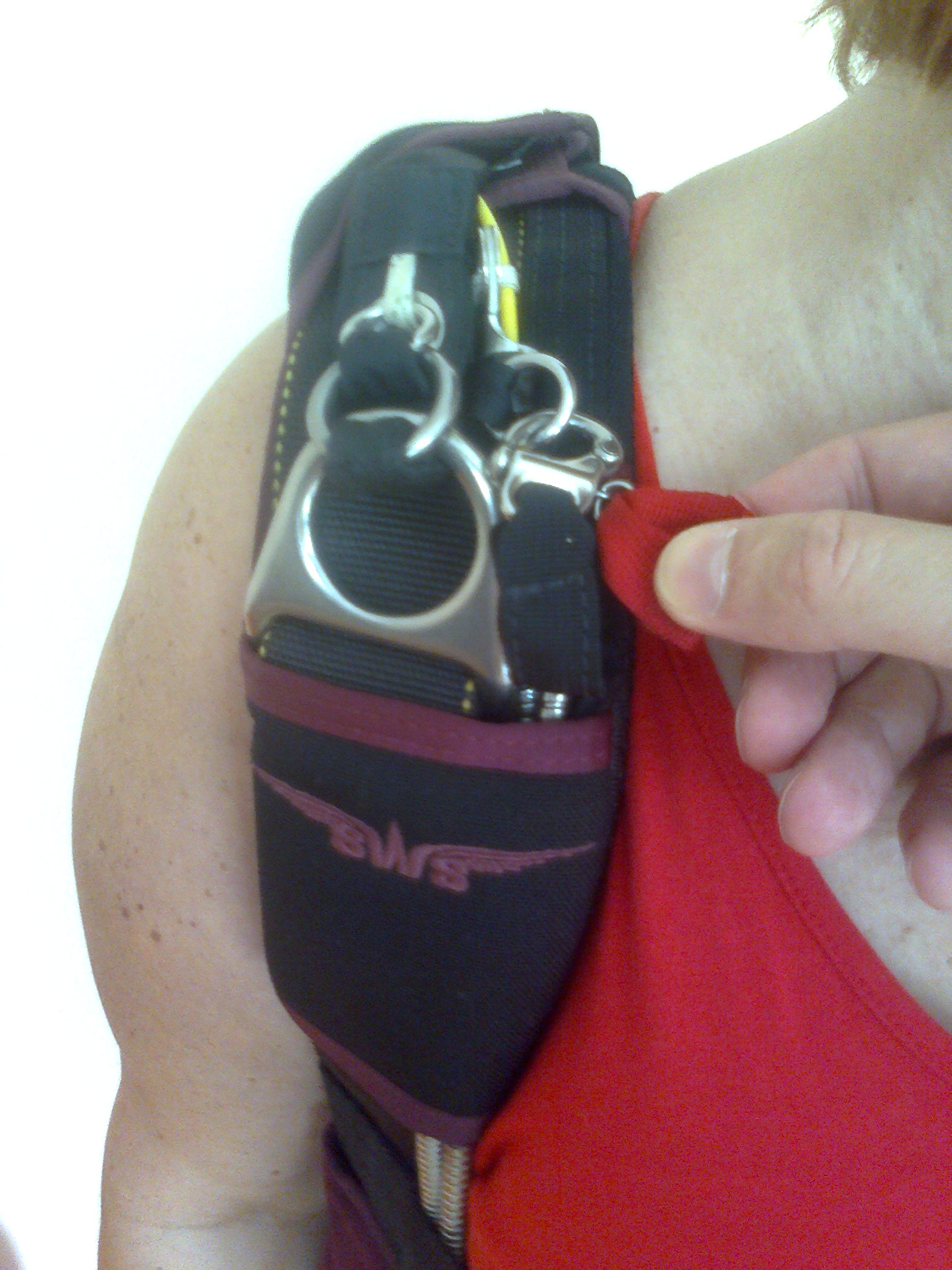
RSL – Reserve Static Line

RSL (ang. Reserve Static Line) – system, który otwiera spadochron zapasowy od razu po wypięciu przez skoczka spadochronu głównego.
Jest to tasiemka podłączona karabinkiem do taśmy nośnej głównego spadochronu i do zawleczki spadochronu zapasowego. Mniej więcej 0,3–0,4 sekundy po uwolnieniu czaszy głównej następuje inicjacja procesu otwierania spadochronu zapasowego. Zwykle RSL będzie szybszy niż skoczek wyrywający uchwyt ze swojej lewej strony uprzęży.